# Loyalty (Soulja Boy)
Loyalty è il quinto album in studio del rapper statunitense Soulja Boy, pubblicato il 3 febbraio 2015.

## Tracce
1. Hurricane – 3.14
2. We Don't Fight – 4.21
3. OG Gas (feat. Rich The Kid) – 3.54
4. Designer – 3.24
5. Don't Nothing Move But The Money – 3.33
6. Gold Bricks – 5.30
7. Panamera – 4.03
8. Backwoods – 4.08
9. Bankroll – 3.15
10. Foreign Whip – 4.21
11. Rambo – 5.00
12. Hit It – 4.27
13. Still Whippin' – 6.17
14. Trap Party – 4.00
15. Drop Head Phantom (feat. Wankaego) – 3.50